# Памфил (игумен)

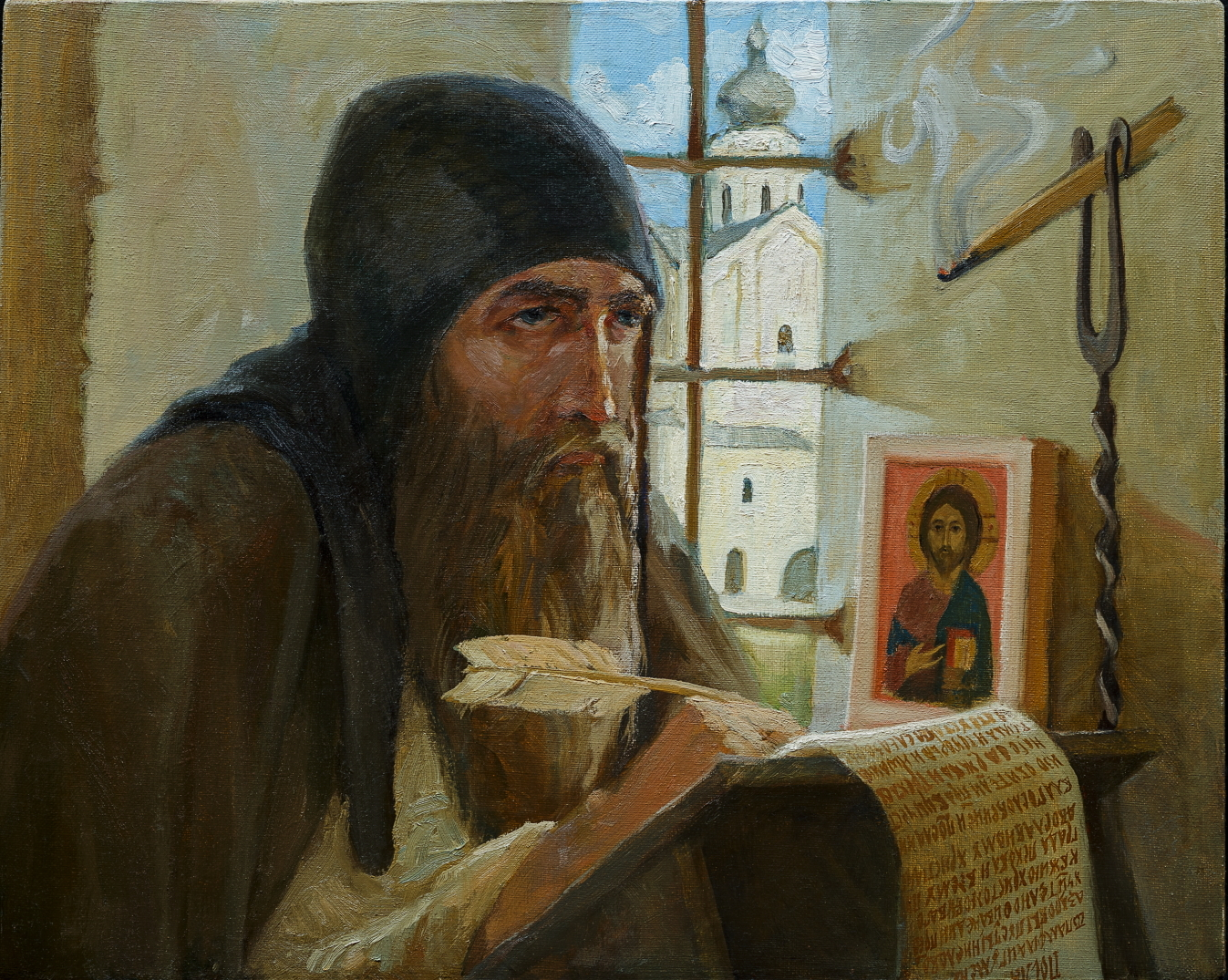
Игумен Памфил пишет письмо великому князю. Картина Александры Бухтеевой (2021)

Памфи́л (XV век — XVI век) — игумен Спасо-Елиазарова монастыря, писатель. Биографический сведений о Памфиле не сохранилось. Памфил известен как писатель своим посланием псковскому наместнику, написанном  в 1505 году, о необходимости прекращения купальских языческих игр, происходивших в ночь на праздник Рождества Иоанна Крестителя  (23—24 июня).
Памфил описывает языческое празднование  и языческие обычаи следующим образом:
Егда бо приидет праздник, во святую ту нощь мало не весь град возмянется, и в селах возбесятся, в бубны и сопели и гуденьем струнным, плесканием и плясанием; женам же и девкам и главами киваньем, и устами их неприязнен крик, вся скверные песни, и хребтом их вихляния, и ногам их скакание и топанье; ту есть мужем и отроком великое падение, мужеско, женско и девичье шептание, блудное им воззрение и женам мужатым осквернение, и девам растление... Паки же от тех же псковичей, в той же святый день Рождества великаго Ивана Предтечи, исходят обавници, мужи и жены чаровници, по лугам и по болотам, в пути же и дубравы, ищуще смертные травы и привета чревоотравленные зелиа, в пагубу человечеству и скотом, ту же и дивиа копают корения, на потворение и безумие мужем, сия вся творят с приговоры действом диаволием в день Предтечев, с приговоры сотанынскими.
Послание Памфила напечатано в «Дополнениях к актам историческим» (т. I, № 22) и в «Чтениях в Императорском Обществе Истории и Древностей Российских при Московском Университете» (1842, № 4).